# Sinapis
Sinapis L., 1753 è un genere di plantae erbacee della famiglia  delle Brassicacee.

## Tassonomia
Il genere comprende le seguenti specie:
- Sinapis alba L.
- Sinapis arvensis L.
- Sinapis flexuosa Poir.
- Sinapis pubescens L.